# Comuna Leninivka, Mena
Leninivka (în ucraineană Ленінівка) este o comună în raionul Mena, regiunea Cernihiv, Ucraina, formată din satele Cervoni Horî, Iaskove, Kameanka, Klîmentînivka, Leninivka (reședința) și Luhove.

## Demografie
Componența lingvistică a comunei Leninivka
     Ucraineană (99,18%)
     Alte limbi (0,74%)
Conform recensământului din 2001, majoritatea populației comunei Leninivka era vorbitoare de ucraineană (99,18%), existând în minoritate și vorbitori de alte limbi.